# 刷角粗毛蚤
刷角粗毛蚤（学名：Macrothrix hirsuticornis）为粗毛蚤科粗毛蚤属的动物。分布于瑞典、丹麦、捷克、斯洛伐克、英国、德国、美洲、非洲以及中国大陆的广东、吉林、黑龙江、内蒙古、青海、西藏等地，常见于湖泊、河流的沿岸以及溪沟内。